# Ypati
Ypati (griechisch Υπάτη (f. sg.)) ist ein Dorf mit rund 700 Einwohnern in der griechischen Region Mittelgriechenland. Es bildete ab 1912 eine selbständige Landgemeinde (kinotita), wurde 1966 zur Stadtgemeinde (dimos) erhoben und wuchs in den folgenden Jahrzehnten durch Eingemeindungen auf knapp 7000 Einwohner an. Mit der Verwaltungsreform 2010 ging Ypati in der Gemeinde Lamia auf, wo es seither einen von fünf Gemeindebezirken bildet. Bekannt ist der Ort als Schauplatz des antiken Romans Metamorphosen von Apuleius.

## Geografie

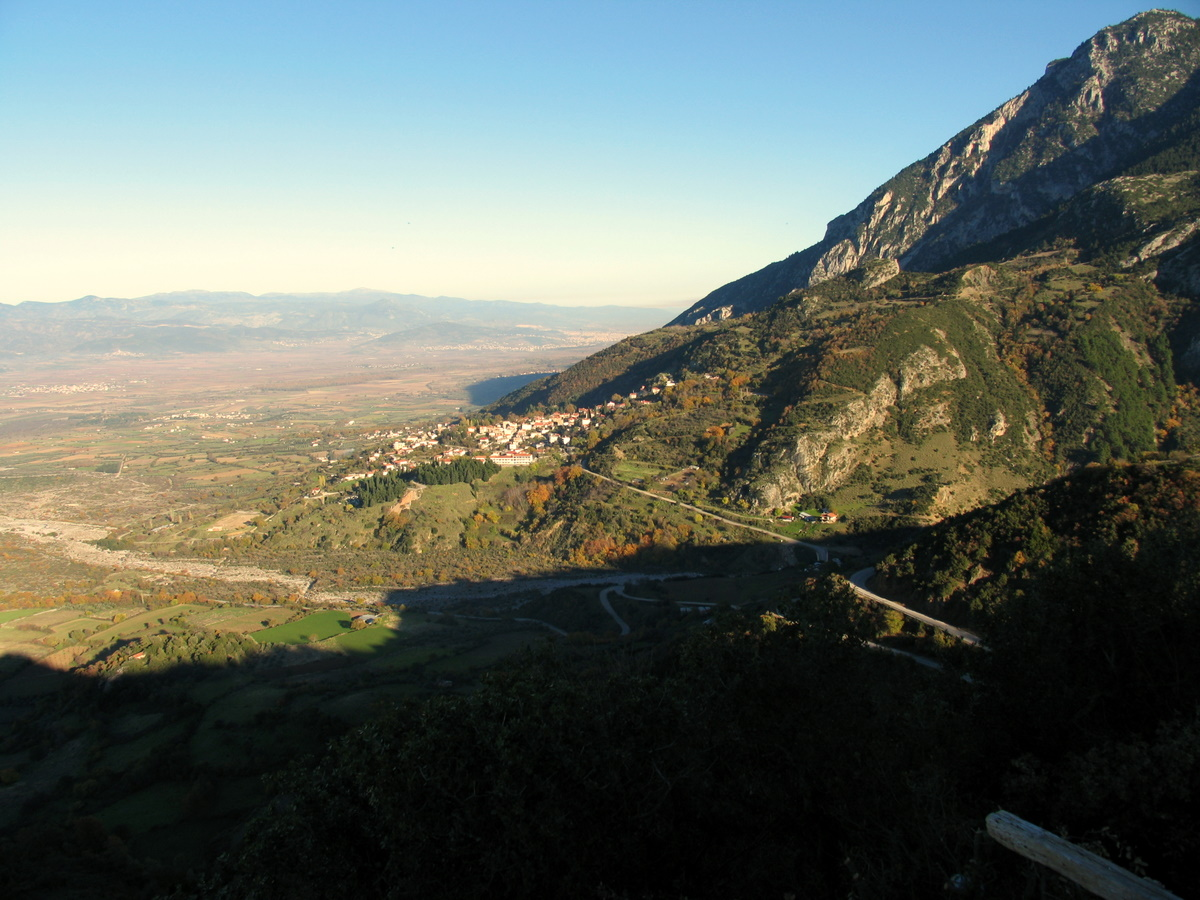
Blick auf Ypati

Ypati befindet sich etwa 30 Kilometer westlich der Thermopylen am nördlichen Abhang des Berges Iti am Fluss Xerias, der hier in die Ebene des Sperchios eintritt und noch auf Gemeindegebiet in diesen mündet. Die angrenzenden Gemeinden sind Sperchiada, Makrakomi, Lianokladio, Lamia, Gorgopotamos, Pavliani und Kalliei, das zur südlich angrenzenden Präfektur Fokida gehört. Etwa drei Kilometer nordöstlich des namensgebenden Dorfes in der Ebene befinden sich Schwefelquellen, die seit der Antike bekannt sind und den Ort zum einzigen Schwefelbad Griechenlands machen. Das Gemeindegebiet erstreckt sich einige Kilometer weit in die Berge, das Dorf Dafni ist die südlichste zugehörige Siedlung.

## Gliederung und Einwohnerzahlen
Ypati gliedert sich in 16 Ortschaften, zu denen zahlreiche kleine Dörfer zählen. Die Gesamteinwohnerzahl betrug 2001 6.855. Davon entfallen auf den Ort Ypati selbst 724. Weitere größere Siedlungen, die allesamt in der Ebene liegen, sind Loutra Ypatis mit 645, Mexiates mit 793 und Kombotades mit 718 Einwohnern.

## Geschichte

### Antike
In der Antike hieß der Ort Hypata (altgriechisch Ὕπατα (n. pl.)) oder Hypatē (Ὑπάτη (f. sg.)). Die Entstehung des Namens wird in der Verschmelzung von hypo Oita, (ὑπὸ Οἴτα, „unterhalb des [Berges] Oita“) vermutet. Hypata soll durch die Ainianen 410 vor Christus gegründet worden sein, die hier, im Süden der thessalischen Landschaft Phthiotis siedelten. Später gehörte sie zur Amphiktyonie von Amphela. Schon Herodot erwähnt die heißen Quellen, die bereits im Altertum genutzt wurden. Die Stadt spielte eine Rolle bei der Verteidigung gegen die Kelten 376 v. Chr. Nach dem Zweiten Makedonisch-Römischen Krieg, während dessen sie als Versammlungsort der Mitglieder des Aitolischen Bundes diente, kam es in der Stadt zu einer Stasis zwischen den Anhängern der Römer und jenen der Aitoler. Wohl seit 146 v. Chr. gehörte die Stadt dann zu römischen Provinz Achaea. Aus der römischen Zeit sind archäologische Reste erhalten, die vermuten lassen, dass die Stadt im 2. Jahrhundert von einiger Bedeutung war.

### Spätantike, Byzanz und Mittelalter
Nach kirchlicher Überlieferung soll der heilige Herodion 66 n. Chr. der erste Bischof der Stadt gewesen sein, doch ist dies aus historischer Sicht höchst zweifelhaft. Erst für das 4. und 5. Jahrhundert sind die Namen zweier Bischöfe sicher überliefert. Nach dem oströmischen Historiker Prokopios ließ Kaiser Justinian die Stadt im 6. Jahrhundert neu befestigen, mit der Invasion der Slawen ab ca. 580 verliert sich dann zunächst seine Spur in der Überlieferung.
Erst ab der Mitte des 9. Jahrhunderts befand sich die Region wieder unter Kontrolle des byzantinischen Kaisers, und nun tritt der Ort als Neai Patrai (altgriechisch Νέαι Πάτραι, „Neu-Patras“, neugriechisch Neopatra) wieder in Erscheinung, ein Hinweis darauf, dass möglicherweise Einwohner von Patras hierher umsiedelten. Nach dem Vierten Kreuzzug 1204 wechselte die Stadt häufiger den Besitzer und war ab 1268 Residenzstadt des Fürstentum Große Walachei, ab 1318 des nach ihr benannten, katalanischen Herzogtums Neopatria. Nach kurzer serbischer Herrschaft wurde die Stadt schließlich 1393 durch die Osmanen erobert und als Batrajik oder Patratziki („Klein-Patras“) ihrem Reich einverleibt.

### Neuzeit

#### Revolution
In der griechischen Revolution nahm Ypati (bzw. Patratziki) eine nicht unbedeutende Rolle ein. Es war als Bergregion Heimat vieler Klephten und auch Schauplatz dreier Schlachten:
- Die Schlacht am 18. April 1821, als das türkisch besetzte Ypati von griechischen Revolutionären unter Mitsos Kondogiannis, Dyovouniotis, Diakos und Bakogiannis angegriffen wurde. Die Garnison in der Stadt wurde besiegt und es gab Übernahmeverhandlungen, die aber erfolglos waren, weil in der Nähe eine große türkische Armee ihr Lager aufschlug, was die Griechen zum Rückzug zwang.
- Die Schlacht im Mai 1821, in der die griechischen Heerführer Giannis Gouras, Skaltsodimos und Safakas Ypati einnehmen wollten, um den türkischen Vorstoß nach Livadia aufzuhalten. Sie wurden jedoch zuerst angegriffen und konnten den Angriff zurückschlagen, wonach aber die Pläne zur Eroberung von Ypati aufgegeben wurden.
- Die Schlacht am 2. April 1822, als nach Vereinbarung mit Alexandros Ypsilantis die Feldherren Kontogiannis, Panourgias, Skaltsas und Sfakas es schafften, die Stadt einzunehmen, nicht aber die Burg über der Stadt, wo sich 1500 Türken und Albaner verschanzt hatten. Nach einigen Tagen folgte zusammen mit eingetroffener Verstärkung der erfolgreiche Angriff auf die Burg, der die Belagerten die Flucht ergreifen ließ. Die Griechen mussten sich jedoch abermals zurückziehen, als türkische Verstärkung aus Lamia eintraf.[4]

Nach der Befreiung Griechenlands gehörte die Stadt zum 1830 gegründeten griechischen Staat und nahm 1833 wieder ihren antiken Namen an. Per Gesetz entstand die Gemeinde Ypati am 10. Januar 1834.
In der auf die Unabhängigkeit folgenden Zeit war das Land von Räubern geplagt, denen die bewaldete Region viele Versteckmöglichkeiten bot. Die meisten von ihnen wurden aber mit der Zeit alle gefasst und hingerichtet.
Das nächste große Ereignis in der Geschichte des Ortes war der Türkisch-Griechische Krieg 1896/1897, in dem die Türken bis zum nahe gelegenen Ort Domokos vordrangen. Dies veranlasste die Bevölkerung, die Stadt zu verlassen und in umliegende Bergdörfer zu fliehen.

#### Zweiter Weltkrieg

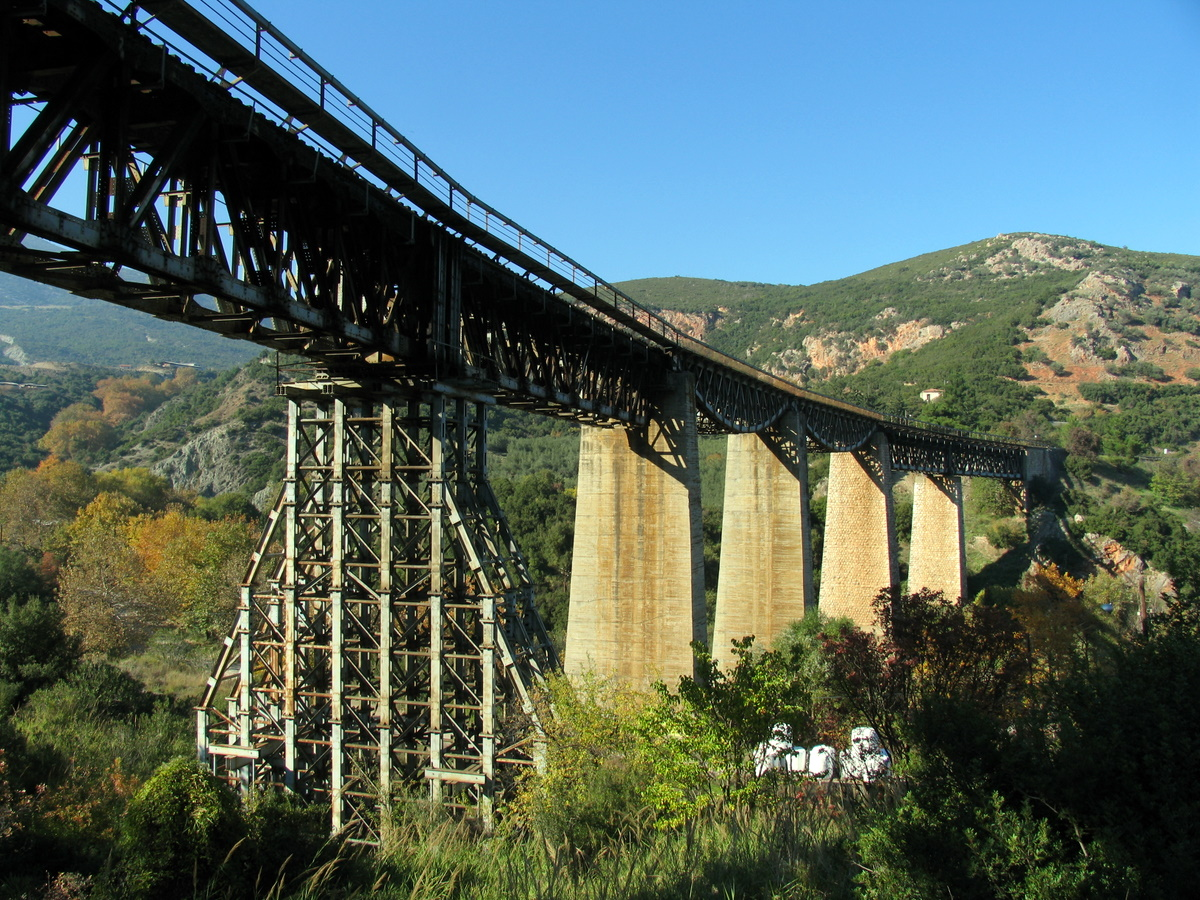
Die Eisenbahnbrücke über den Gorgopotamos in der Nähe von Ypati

Am 2. Dezember 1942 wurden zehn Bewohner des Ortes an den Trümmern der Brücke über den Fluss Gorgopotamos exekutiert, da diese gesprengt worden war. Am 5. Dezember wurden weitere sechs Menschen von den Italienern hingerichtet.
Samstag, der 14. Juni 1944 war wahrscheinlich der schwärzeste Tag der neueren Geschichte des Ortes. Da Ypati ein Zentrum der Widerstandsbewegung ELAS war, brandschatzten und plünderten deutsche Besatzungstruppen den Ort und exekutierten Zivilisten und Widerständler. 28 Menschen wurden getötet, 30 verletzt und 375 der 400 Häuser, byzantinische Kirchen und historische Villen wurden zerstört. Am Eingang der Stadt befindet sich heute ein Denkmal, das an die Geschehnisse dieses Tages erinnert.

## Die Metamorphosen des Apuleius
In dem im 2. Jahrhundert von dem römischen Schriftsteller Apuleius verfassten Roman Metamorphosen (auch bekannt unter: Der goldene Esel) kommt der Protagonist Lucius auf einer Geschäftsreise nach Hypata, wo thessalische Hexen ihr Unwesen treiben. Nach einem seltsamen Ritual, das in Hypata zu Ehren des Gottes des Lachens gefeiert wird, erfährt Lucius, dass auch Pamphile, die Frau seines Gastgebers, eine Hexe ist. Als Lucius versucht, einen bei ihr heimlich beobachteten Zauber nachzuahmen – sie verwandelt sich in einen Uhu und fliegt davon –, wird er in einen Esel verwandelt. Erst lange später und nach vielen Abenteuern erhält Lucius durch den Verzehr von Rosen seine menschliche Gestalt zurück.